# Mascha Schilinski
Mascha Schilinski (Berlim Ocidental, 1984) é uma diretora de cinema e roterista alemã. Conhecida pelo seu segundo filme, In die Sonne schauen (2025) que conquistou o Prêmio do Juri no Festival de Cannes 2025.

## Biografia
Mascha Schilinski nasceu em Berlim, filha de uma mãe cineasta alemã e de um pai trabalhador da construção civil francês.  Na juventude, ela foi atriz.  Depois de abanonar o ensino médio, ela trabalhou para um circo itinerante antes de seguir carreira cinematográfica.  Ela se formou no programa de roteiro da Filmschule Hamburg de Berlin  em 2008 e, mais tarde, estudou direção na Academia de Cinema de Baden-Württemberg . 

## Vida pessoal
Ela tem um filho com Fabian Gamper, diretor de fotografia com quem é casada.

## Carreira
Schilinski começou a carreira como diretora de elenco e roteirista freelance. Seu primeiro lona metragem, Die Tochter  estreou no Festival Internacional de Cinema de Berlim 2017 e foi indicado ao prêmio de Melhor Primeiro Longa-Metragem do GWFF.  Seu segundo longa-metragem, In die Sonne schauen, foi exibido em competição no Festival de Cinema de Cannes de 2025 , onde ganhou o Prêmio do Júri.

## Filmografia

### Cinema
| Ano  | Titulo               | Diretora | Roteirista | Nota                                            | Ref.   |
| ---- | -------------------- | -------- | ---------- | ----------------------------------------------- | ------ |
| 2012 | Wir müssen los       | Sim      | Não        | Curta-metragem; codirigido com Roman Schikorsky | [ 13 ] |
| 2013 | Das Bedürfnis        | Não      | Sim        |                                                 |        |
| 2014 | Das Gefühl           | Sim      | Sim        | Curta-metragem                                  | [ 13 ] |
| 2015 | Die Katze            | Sim      | Sim        | Curta-metragem                                  | [ 13 ] |
| 2017 | Die Tochter          | Sim      | Sim        |                                                 | [ 14 ] |
| 2025 | In die Sonne schauen | Sim      | Sim        | Co-roterizado com Louise Peter                  | [ 15 ] |

### Televisão
| Ano         | Titulo    | Diretora | Roteirista | Nota        | Ref.   |
| ----------- | --------- | -------- | ---------- | ----------- | ------ |
| 2019 - 2020 | SOKO Köln | Sim      | Não        | 2 episódios | [ 16 ] |

## Prêmios e indicações
| Ano  | Cerimonia                                  | Categoria                            | Trabalho indicado    | Resultado | Ref.          |
| ---- | ------------------------------------------ | ------------------------------------ | -------------------- | --------- | ------------- |
| 2017 | Festival Internacional de Cinema de Berlim | Prêmio GWFF de Melhor Primeiro Filme | Die Tochter          | Indicado  | [ 17 ]        |
| 2017 | Festival de Cinema de Los Angeles          | Prêmio Mundial de Ficção             | Die Tochter          | Indicado  | [ 18 ] [ 19 ] |
| 2017 | Festival de Cinema Red Rock                | Melhor Filme de Ficção               | Die Tochter          | Indicado  | [ 20 ]        |
| 2025 | Festival de Cinema de Cannes               | Palma de Ouro                        | In die Sonne schauen | Indicado  | [ 21 ]        |
| 2025 | Festival de Cinema de Cannes               | Prêmio do Júri                       | In die Sonne schauen | Venceu    | [ 21 ]        |